# Tim Julius Schulz
Tim Julius Schulz (Northeim, 27 de janeiro de 1979) é um bioquímico alemão.
Recebeu o Prêmio Paul Ehrlich e Ludwig Darmstaedter para jovens pesquisadores.